# Костюшково (Могилёвская область)
Костю́шково (бел. Касцюшкава) — деревня в составе Ленинского сельсовета Горецкого района Могилёвской области Республики Беларусь.

## Исторические сведения
До 1969 называлась Тригубово. Переименована в честь Тадеуша Костюшко.

## Население
- 1999 год — 130 человек
- 2010 год — 88 человек